# 连错都算不上
连错都算不上（英語：not even wrong）是一个短语，用来形容某个宣称是科学的论断，在一些最基本的层面上出现问题，通常包括致命的形式谬误，或无法被实验所证伪，或无法对真实世界做出任何预测。
这个短语被认为是理论物理学家沃尔夫冈·泡利提出的。鲁道夫·佩尔斯曾记载过一件事：当时泡利的一位朋友给泡利看他一位年轻物理学家的论文，那位朋友怀疑这篇论文没有太大的价值，但他还是想听听泡利的意见。泡利回复，这篇论文“连错都算不上”。这句话常被引用为“这不只不正确，甚至连错都算不上”（英文为，德文（泡利的母语）为）。
这个短语现常被用来形容各种伪科学的论断。